# Campeonato Italiano de Rugby 1942-43
El Campeonato de Rugby de Italia de 1942-43 fue la decimoquinta edición de la primera división del rugby de Italia.

## Sistema de disputa
El torneo se disputó en formato liga en donde cada equipo enfrentaba a cada uno de sus rivales en condición de local y de visitante.
El equipo que al finalizar el campeonato se ubique en la primera posición se corona campeón del torneo.

## Desarrollo
Tabla de posiciones:
| Pos. | Equipo          | Encuentros | Encuentros | Encuentros | Encuentros | Tantos | Tantos | Tantos | Puntos |
| Pos. | Equipo          | PJ         | PG         | PE         | PP         | F      | C      | Dif    | Puntos |
| ---- | --------------- | ---------- | ---------- | ---------- | ---------- | ------ | ------ | ------ | ------ |
| 1.º  | Amatori Milano  | 16         | 15         | 0          | 1          | 418    | 60     | +358   | 30     |
| 2.º  | GUF Torino      | 16         | 12         | 2          | 2          | 223    | 94     | +129   | 26     |
| 3.º  | GUF Milano      | 16         | 9          | 1          | 6          | 186    | 117    | +69    | 19     |
| 4.º  | GUF Padova      | 16         | 8          | 3          | 5          | 120    | 134    | -14    | 18     |
| 5.º  | GUF Parma       | 16         | 5          | 1          | 10         | 131    | 191    | -60    | 10     |
| 6.º  | Battisti Genova | 16         | 3          | 4          | 9          | 56     | 157    | -101   | 10     |
| 7.º  | GUF Napoli      | 16         | 5          | 2          | 9          | 75     | 205    | -130   | 10     |
| 8.º  | GUF Pavia       | 16         | 1          | 2          | 13         | 43     | 298    | -255   | 3      |
| 9.º  | GUF Roma        | 0          | 0          | 0          | 0          | 0      | 0      | 0      | 0      |

- GUF Roma disputó todos los partidos, pero fue excluido del torneo.

|  | Campeón. |

### Campeón
| Bandera de Italia      |
| Campeón Amatori Milano |
| Décimo tercer título   |